# Pirom Un-Prasert
Pirom Un-Prasert, né le 16 novembre 1953, est un ancien arbitre thaïlandais de football. Il officia jusqu'en 1998, année de sa dernière compétition, lors de la coupe du monde en France.

## Carrière
Il a officié dans des compétitions majeures : 
- Dynasty Cup 1992 (2 matchs dont la finale)
- Kirin Cup 1994 (1 match)
- Coupe du monde de football féminin 1995 (3 matchs)
- Coupe d'Asie des nations de football 1996 (2 matchs)
- JO 1996 (4 matchs)
- Coupe des confédérations 1997 (2 matchs dont la finale)
- Coupe du monde de football de 1998 (2 matchs)